# Anthurium andicola
La oreja de rayo (Anthurium andicola) es una planta herbácea de la familia Araceae. Las plantas del género Anthurium son llamadas comúnmente anturios. Se distribuye en México y Guatemala.

## Clasificación
Es una hierba epífita o rupícola; tallos de menos de 20 cm de largo, catáfilas de 2-4.5 cm de largo, formando una red fibrosa en la base. Hojas con láminas ampliamente ovado deltoides, reniformes u ovado-triangulares, de 20-37.5 cm de largo, 13-27 cm de ancho, coriáceas, base prominentemente lobada (raramente obtusa), lóbulos posteriores de 7.5-13 cm de largo, seno arqueado a parabólico, algunas veces en forma de herradura, nervios basales 3-6 pares, el primero libre hasta la base, los restantes coalescentes por 1-3 cm, nervios laterales primarios 3-5 por lado, nervios terciarios prominentes en el haz, poco visibles en el envés (prominentes cuando secos en ambas superficies), nervio colector asciende del primer nervio basal o de uno de los nervios laterales primarios inferiores, depresos en el haz, prominente en el envés, de 4-8 mm del margen, ocasionalmente el segundo par de nervios basales puede llegar hasta el ápice, pecíolos en forma de D, decurrentes, de 18-47 cm de largo, 4-8 mm de diámetro, surcados, genículos ligeramente rojos, de 1.5-2 cm de largo. Inflorescencia erecta, más corta o igual que las hojas, pedúnculo de 16- 40 cm de largo; espata verde, estrechamente ovada a ovado-lanceolada, de 5.5-7.5 cm de largo, 2-2.8 cm de ancho; espádice verde a púrpura intenso, de 4-10.5 cm de largo, 5-9 mm de diámetro; flores cuadradas, de 3-3.6 mm por lado, dispuestas en espiral. Infrutescencia colgante, espata caduca; bayas anaranjadas, obovoides, redondeadas en el ápice, ca. de 1.5 cm de largo, ca. de 8 mm de diámetro, mesocarpo carnoso, anaranjado; semillas 2, anaranjado-verdosas, aplanadas, ca. de 9 mm de largo, ca. De 5 mm de ancho.
Discusión: Anthurium andicola se reconoce por sus hojas ovadas, reniformes u ovado-triangulares, su nerviación terciaria prominente en el haz y la consistencia coriácea de sus hojas. Es una de las especies mexicanas de Anthurium más variables, sin embargo, las plantas de la parte central de Veracruz provenientes de la localidad tipo, tienen hojas uniformemente ovadas a ampliamente ovadas con los lóbulos redondeados y el seno arqueado a parabólico o en forma de herradura.

## Distribución
Es nativa de México (Chiapas, Oaxaca y Veracruz) y Guatemala.

## Hábitat
Vive a altitudes de entre 1400 a 2300 m s. n. m. Los tipos de vegetación en los que crece son bosque caducifolio, encinar y pinar. La floración no es bien conocida, ha sido recolectada con inflorescencias de marzo a octubre.

## Uso
Tiene un uso ocasionalmente como ornamental.

## Estado de conservación
No se encuentra bajo ningún estado de conservación.

## Taxonomía
Anthurium andicola fue descrita en 1849 por Frederick Michael Liebmann en Videnskabelige Meddelelser fra Dansk Naturhistorisk Forening i Kjøbenhavn 1849: 22.

### Etimología
Anthurium: nombre genérico compuesto de las raíces griegas ᾰ̓́νθος (anthos) 'flor' y ουρά (oura) 'cola', "cola florida", en referencia a la forma de la inflorescencia.
andicola: epíteto que significa "que habita en los Andes".

### Sinonimia
- Anthurium chochotlense Matuda
- Anthurium cucullatum K.Koch & Sello
- Anthurium macdougallii Matuda
- Anthurium oaxacamonticola Matuda[5][6]